# Weston, Connecticut
Weston är en kommun (town) i Fairfield County i delstaten Connecticut, USA. Vid folkräkningen år 2000 bodde 10 037 personer i orten. Den har enligt United States Census Bureau en area på totalt 53,6 km² varav 2,4 km² är vatten.